# Euprosthiostomum adhaerens
Euprosthiostomum adhaerens är en plattmaskart. Euprosthiostomum adhaerens ingår i släktet Euprosthiostomum och familjen Prosthiostomidae. Inga underarter finns listade i Catalogue of Life.